# Karain : un souvenir
Karain : un souvenir (Karain: a Memory) est une nouvelle de Joseph Conrad publiée en 1897.

## Historique
Karain : un souvenir paraît en 1897 dans la revue Blackwood's Magazine, puis en 1898 dans le recueil de nouvelles Tales of Unrest (traduit en français par Inquiétude).

En 1899, cette nouvelle a obtenu un prix offert par le magazine The Academy.

## Résumé
Au mouillage, dans un coin perdu de Mindanao, le narrateur a l'habitude de recevoir le raja Karain, toujours accompagné de son escorte, avec lequel il fait du trafic d'armes. Cette nuit, il arrive seul sur la goélette, à la nage et terrorisé; il raconte son histoire...

## Éditions en anglais
- Karain : un souvenir, dans la revue Blackwood's Magazine de novembre 1897.
- Karain : un souvenir, dans le recueil de nouvelles Tales of Unrest, chez T. Fisher Unwin, en avril 1898.

## Traductions en français
- Karain : un souvenir, traduit par G. Jean-Aubry, Paris, Éditions Gallimard, 1932
- Karain : un souvenir, traduction revue par Pierre Coustillas, Conrad, Œuvres, tome I, Éditions Gallimard, « Bibliothèque de la Pléiade », 1982.